# Surf (sabão)
Surf é uma linha de produtos de limpeza fabricado pela Unilever. É vendido nas regiões norte e nordeste do Brasil com a marca Ala. Seu preço é mais acessível  e seus principais atributos são alto poder de limpeza e perfume.
Presente no mercado brasileiro desde 2003, atualmente é comercializado o sabão em pó, nas fragrâncias: Rosas e Flor de Lis; Hortênsias e Flores Brancas; Flor de Maracujá e Margarida; e Flor de cerejeira e lavanda. Também está disponível em forma de sabão líquido, na versão Jasmim do Oriente e Flor de Lótus. A versão em Tablet (Barra) deixou de ser fabricada em Julho de 2010.
Em Portugal e no Reino Unido, o sabão em pó é atualmente comercializado com as fragrâncias Tropical Lilies e Ylang Ylang. Em ambos os países está também disponível em "cápsulas" pré-doseadas.